# Beatrice Rwakimari
Beatrice Rwakimari (sinh ngày 21 tháng 5 năm 1961) là một nhà lãnh đạo y tế công cộng, quản trị viên công cộng, giáo viên và chính trị gia người Uganda. Bà là Nghị sĩ Phụ nữ được bầu cho Quận Ntungamo và là đại diện cho NRM, đảng chính trị cầm quyền ở Uganda. Trước đây bà đã phục vụ khu vực bầu cử trong hai nhiệm kỳ liên tiếp tại quốc hội 7 và 8 từ năm 2001 đến 2011. Trong Nghị viện lần thứ 10, bà là thành viên của Ủy ban bổ nhiệm, Ủy ban Y tế và Hội nghị Nghị viện NRM.